# 류현경
류현경(1983년 3월 10일 ~ )은 대한민국의 배우이다.

## 학력
- 숙명여자중학교 (졸업)
- 경기여자고등학교 (졸업)
- 한양대학교 연극영화학과 (졸업)

## 연예 활동
그녀는 초등학교 때 서태지와 아이들의 뮤직비디오를 보면서 연기자의 꿈을 꾸게 되어 연기학원에서 연기를 시작하였고, 초등학교 6학년 때인 1996년 드라마 《곰탕》에서 김혜수의 아역으로 데뷔했다.

## 연기 활동

### 드라마
- 1996년 SBS 설날특집극 《곰탕》 ... 어린 순녀 역
- 1998년 KBS2 일요베스트 《포도나무 아래에서》 ... 어린 서지호 역
- 1999년 KBS2 청소년드라마 《학교 2》 ... 전학생 은주 역
- 1999년 MBC 월화 특별기획 드라마 《왕초》 ... 정화 역
- 1999년 MBC 일일 시트콤 《남자 셋 여자 셋》
- 2000년 MBC 저녁 일일 연속극 《당신 때문에》 ... 방진이 역
- 2002년 KBS2 드라마시티 《홍시》 ... 영희 역
- 2003년 KBS2 대하드라마 《무인시대》 ... 자운선 역
- 2004년 MBC 일요 로맨스극장 《단팥빵》 ... 김선희 역
- 2005년 MBC 아침 일일 연속극 《김약국의 딸들》 ... 용옥 역
- 2005년 KBS2 드라마시티 《오늘밤 집에 가지마》 ... 성은 역
- 2006년 KBS2 드라마시티 《안개시정거리》 ... 윤정효 역
- 2006년 MBC 베스트극장 《미스김의 부메랑》 ... 송영은 역
- 2006년 KBS2 청춘드라마 《일단 뛰어》 ... 송지현 역
- 2008년 채널 CGV 그녀들의 로망백서 《편의점습격사건》 ... 선아 역
- 2008년 ~ 2009년 SBS 월화 미니시리즈 《떼루아》 ... 공육공 역
- 2011년 MBC 토요드라마 《심야병원》 ... 홍나경 역
- 2012년 SBS 금요 시트콤 《도롱뇽 도사와 그림자 조작단》 ... 경자 역
- 2012년 SBS 주말극장 《맛있는 인생》 ... 장정현 역
- 2013년 MBC 월화 특별기획 드라마 《기황후》 ... 경화공주 역
- 2013년 KBS2 드라마스페셜 《끈질긴 기쁨》 ... 선주 역
- 2015년 SBS 설날특집극 《내일을 향해 뛰어라》 ... 한유정 역
- 2015년 M-Net 목요드라마 《더 러버》 ... 류두리 역
- 2015년 tvN 금토 미니시리즈 《오 나의 귀신님》 ... 강원영 순경 역 (특별출연)
- 2016년 KBS2 수목드라마 《마스터 - 국수의 신》 ... 김선주 역
- 2017년 MBC 월화드라마 《20세기 소년소녀》 ... 한아름 역
- 2018년 KBS2 수목드라마 《죽어도 좋아》 ... 최민주 역
- 2019년 SBS 드라마스페셜 《닥터 탐정》 ... 최민 역
- 2019년 KBS2 드라마스페셜 《KBS 드라마 스페셜 - 히든》 ... 한주경 역
- 2020년 tvN 드라마 스테이지 《드라마 스테이지 - 남편한테 김희선이 생겼어요》 ... 최소해 역
- 2021년 SBS 금토드라마 《모범택시》 ... 백경미 역 (특별출연)
- 2022년 tvN 드라마 스테이지 《O'PENing - 1등 당첨금 찾아가세요》 ... 강미란 역
- 2022년 SBS 월화드라마 《치얼업》 ... 신지영 역
- 2022년 SBS 월화드라마 《트롤리》 ... 진승희 역
- 2022년 Disney+ 오리지널 드라마 《카지노》
- 2024년 Netflix 오리지널 드라마 《아무도 없는 숲속에서》 ... 서은경 역

### 영화
- 《깊은 슬픔》(1997)
- 《비천무》 - 아리수 역
- 《마요네즈》(1999) - 아정 역
- 《태양은 없다》(1999) - 홍기모 딸 역
- 《진실게임》(2000) - 지희 역
- 《결혼은, 미친 짓이다》(2002) - 아르바이트생 역
- 《필통낙하시험》(2002) - 소녀역
- 《의리적 무투》(2003)
- 《밤을 걸고》(2003)
- 《동해물과 백두산이》(2003) - 나라 역
- 《조폭 마누라 2 - 돌아온 전설》(2003) - 윤지현 역
- 《슬로우 푸드, 패스트 푸드》(2006) - 언니 역
- 《물 좀 주소》(2008) - 곽선주 역
- 《신기전》(2008) - 방옥 역
- 《방자전》(2010) - 향단이 역
- 《시라노; 연애조작단》(2010) - 조선아 역
- 《첫사랑 열전》(2010) - 유봉주 역
- 《쩨쩨한 로맨스》(2010) - 경선 역
- 《날강도》(2010)
- 《마마》(2011) - 은성 역
- 《굿바이 보이》(2011) - 진숙 역
- 《디파쳐》(2011)
- 《스마일 버스》(2011) - 유나 역
- 《두 번의 결혼식과 한 번의 장례식》(2012) - 효진 역
- 《남자사용설명서》(2013) - 주민 역
- 《전국노래자랑》(2013) - 오미애 역
- 《앵두야 연애하자》(2013) - 정앵두 역
- 《만신》(2014) - 새만신 김금화 역
- 《메밀꽃, 운수 좋은 날, 그리고 봄봄》(2014) - '운수 좋은 날' 아내 목소리 역
- 《제보자》(2014) - 김미현 역
- 《쓰리 썸머 나잇》(2015) - 지영 역
- 《나의 절친 악당들》(2015) - 정숙 역
- 《오피스》(2015) - 홍지선 역
- 《열정같은소리하고있네》(2015) - 채은 역
- 《아티스트: 다시 태어나다》(2017) - 지젤 / 오인숙 역
- 《호랑이보다 무서운 겨울손님》(2018) - 현지 역
- 《더 로맨틱》(2018)
- 《기도하는 남자》(2020) - 이정인 역
- 《아이》(2021) - 영채 역
- 《장르만 로맨스》(2021)
- 《요정》 (2022) - 안영란 역

## 방송
- SBS : 《화신 마음을 지배하는 자》- 24회,30회 with 이경규, 김인권, 유연석
- SBS : 《런닝맨》- 143회 with 이경규, 김인권
- tvN : 《SNL 코리아》- with 리키김
- MBC : 《별바라기》- 4회
- tvN : 《현장토크쇼 TAXI》with 467회 박정민
- EBS1 : 《금쪽같은 내 새끼랑》
- KBS : 《하룻밤만 재워줘》
- KBS : 《배틀트립》- 145회 with 고아성
- MBC : 《구해줘! 홈즈》 - 97회
- SBS : 《꼬리에 꼬리를 무는 그날 이야기》- 94회

## 수상 및 후보
| 연도 | 시상식                    | 부문                       | 작품            | 결과 |
| ---- | ------------------------- | -------------------------- | --------------- | ---- |
| 2010 | 제47회 대종상             | 여우조연상                 | 방자전          | 후보 |
| 2010 | 제6회 대한민국 대학영화제 | 여우조연상                 | 방자전          | 수상 |
| 2011 | 제20회 부일영화상         | 여우조연상                 | 쩨쩨한 로맨스   | 후보 |
| 2011 | 제32회 청룡영화상         | 여우조연상                 | 쩨쩨한 로맨스   | 후보 |
| 2013 | KBS 연기대상              | 여자 연작 단막극상         | 끈질긴 기쁨     | 후보 |
| 2016 | 제52회 백상예술대상       | 영화부문 여자 조연상       | 오피스          | 후보 |
| 2016 | 제36회 황금촬영상         | 최우수 여우조연상          | 오피스          | 수상 |
| 2017 | MBC 연기대상              | 월화극부문 여자 황금연기상 | 20세기 소년소녀 | 후보 |
| 2019 | KBS 연기대상              | 여자 연작 · 단막극상       | 히든            | 후보 |
| 2023 | 신스틸러 페스티벌 in 문경 | 본상                       | 트롤리, 카지노  | 수상 |